# Фасцинация
Фасцинация (от лат. fascinatio «завораживание») — по Ю. В. Кнорозову, «такое действие сигнала, при котором ранее принятая информация полностью или частично стирается», эффект повышения воздействия информации на поведение. Этим свойством обладает, в частности, поэтический ритм, инструментальная музыка. Фасцинация используется в пропаганде. Эффект фасцинации может быть случайным: например, в 1938 году радиоинсценировка «Войны миров» О. Уэллса вызвала в США массовую панику, охватившую свыше миллиона человек.